# ۱ (میلادی)

## رویدادها
- نخستین سال زندگی عیسی مسیح. منبع تاریخی درباره زادروز عیسی در اثری از دنیس کوچک (دیونیسیوس اکزیگوس سکایی) است.
- فرهاد پنجم اشکانی بر تخت پادشاهی ایران.
- آغاز دوره یوئانشی در دودمان هان کشور چین.
- نخستین نام پسامرگ به کنفوسیوس با عنوان سرور بائوچنگ ژن‌نی داده شد.
- ابریشم به رم رسید.
- شعر دگردیسی (Metamorphoses) (مجموعه اشعار کیهان شناختی اساطیری) از سوی اُوید، سراینده رومی، نوشته شد.
- معرفی بوداگرایی در چین.
- آغاز شاهنشاهی شاه پینگ از دودمان هان در چین.
- تأسیس آکسوم (اتیوپی) (تاریخ تقریبی)
- پایان اهمیت مذهبی دشت موخوس واقع در بخش آمازونی کشور بولیوی. (تاریخ تقریبی)
- انقراض شیرها در اروپای غربی.

## فرمانروایان
- آرئیوس پایانیوس به کلانتری آتن رسید.
- حکومت سزار آگوستوس، امپراتور روم